# Economia buddista
L'economia buddista si rifà al buddhismo di Nichiren Daishonin, a cui si ispira la Soka Gakkai, che principalmente dà valore alla sacralità della vita e al rispetto dei diritti umani. Da ciò consegue la preservazione dell'ambiente e delle risorse del nostro pianeta. Rincorrere la crescita economica a tutti i costi non farà che aggravare la crisi ambientale ed economica che attraversiamo fino a renderle irreversibili. Si rende necessaria una "decrescita felice" basata sui principi di equità non imposta ma scelta individualmente, che comporterà più benefici che rinunce.